# The 1975
The 1975（ザ・ナインティーンセヴンティファイヴ）は、イギリス出身のポップ・ロック・バンド。2002年にチェシャー州ウィルムスローのウィルムスロー高校で結成され、現在はマンチェスターを拠点に活動している。ボーカル・ギターのマシュー・ヒーリー、リード・ギターのアダム・ハン、ベーシストのロス・マクドナルド、ドラマーのジョージ・ダニエルの4人組。
メンバーはウィルムスロー高校で出会いバンドを結成。Dirty Hitと契約しデビューアルバム『The 1975』（2013年）をリリース、UKチャートで1位を記録する。続く2作目のアルバム『I Like It When You Sleep, for You Are So Beautiful yet So Unaware of It』（2016年）はアメリカとイギリスの両方で1位を獲得した。短い活動休止を経てリリースされた3作目のアルバム『A Brief Inquiry into Online Relationships』（2018年）は批評家から高い評価を受け、3枚目のイギリスNo.1アルバムとなった。

## 経歴

### 2002年 - 2012年: キャリア初期
2002年にウィルムスロー高校でメンバーと出会いバンドを結成する。結成当初は地元のクラブでパンクバンドをカバーしていた。マシュー・ヒーリーは元々ドラマーだったが、前のシンガーが別のバンドを始めるために脱退しヴォーカルを引き継いだ。
バンド名は、Me and You Versus Them、Forever Drawing Six、Talkhouse、the Slowdown、Bigsleep、Drive Like I Doなど様々な変化を経て、最終的にThe 1975となる。このバンド名は、フロントマンであるマシュー・ヒーリーが読んだ、ビート族（1950年～1960年ごろ米国社会に幻滅し、脱社会的放浪生活を送った若者たち）についての小説の最後のページに書いてあった「1975年6月1日」からとられた。

### 2012年 - 2014年: The 1975
2012年8月に初のEP『Facedown』がリリースされ、リード曲「The City」がバンド初のラジオオンエアを果たした。11月19日にリリースされた同名のEPからのシングル「Sex」をBBC Radio 1のDJ、ゼイン・ロウが取り上げ話題となる。2013年3月4日にEP『Music for Cars』がリリースされ、収録曲「Chocolate」がイギリスのシングルチャートで19位を獲得した。5月20日には「The City」の新バージョンを収録したEP『IV』をリリースした。このトラックはUKでチャートインし、他の国でもエアプレイされた。
The 1975は、デビューアルバムをリリースする前にプロモーションとして大規模なツアーを行った。2013年初頭にイギリスとアイルランドのツアーを行い、5月26日にはロンドンのエミレーツ・スタジアムで行われたミューズのライヴにサポートアクトとして登場。6月にはアメリカでザ・ ネイバーフッドとツアーを行い、7月13日にはハイドパークで行われたローリング・ストーンズのライヴをサポートした。 8月には、レディング・リーズ・フェスティバルに出演した。
2013年9月2日にリリースされたデビューアルバム『The 1975』は、アークティック・モンキーズやフォールズの作品で知られるマイク・クロッシー（Mike Crossey）が共同プロデュースを担当した。アルバムは批評家から好意的な評価を受け、9月8日のUKアルバム・チャートで初登場1位を獲得した。

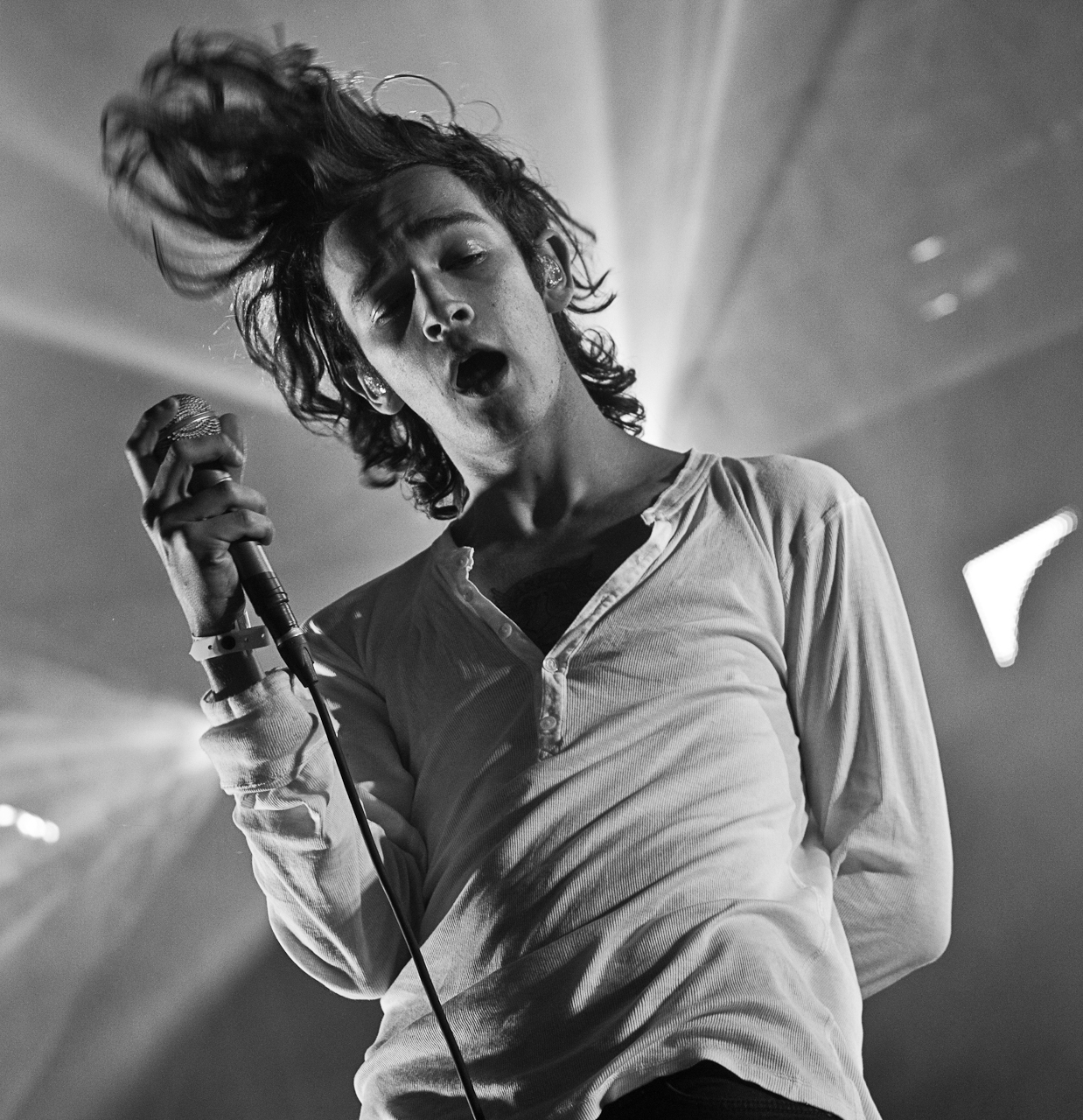
サウスサイド・フェスティバルでのマシュー・ヒーリー（2014年）

The 1975は2013年9月にイギリスツアー、10月に北米ツアー、11月にはヨーロッパツアー、2014年1月にはニュージーランドとオーストラリアで公演を行なった。2014年4月にコーチェラ・フェスティバルに初出演。 同月にはロイヤル・アルバート・ホール公演を含む北米ツアーを開催した。

### 2015年 - 2017年: I Like It When You Sleep, for You Are So Beautiful Yet So Unaware of It
2015年6月1日、バンドのソーシャルアカウントが終了し、前日にマシュー・ヒーリーがツイッターにバンドの解散を示唆するコミックを投稿していたこともあり、激しい憶測を呼んだ。翌日アカウントが復活し、カバー画像やプロフィール写真は通常の白黒ではなく白と薄いピンク色になっており、これがプロモーションであったことが明らかになった。
10月8日、ニューアルバムのリードシングル「Love Me」を初披露し、同時にヨーロッパ、北米、アジアツアーが発表された。その後もリードシングルとして「UGH！」「The Sound」「Somebody Else」「A Change of Heart」を順に発表していった。
2016年2月26日、2作目のアルバム『君が寝てる姿が好きなんだ。なぜなら君はとても美しいのにそれに全く気がついていないから。』（原題：I Like It When You Sleep, for You Are So Beautiful yet So Unaware of It）をリリースする。アルバムはUKアルバム・チャートとUSのBillboard 200で首位を獲得した。
アルバムは批評家から高く評価された。以前はバンドに否定的だったNMEは、このアルバムの範囲の広さと野心を称賛し「このアルバムのように精神に深く入り込んでくるようなレコードは、必要不可欠なものだと考えるべきだ。これは非常に気が利いていて、皮肉にも笑える」と書いている。音楽ジャーナリストのAlexis Petridisは、このアルバムの一部が野心的すぎると指摘しているが「信じられないことに、ほとんどの場合、マシュー・ヒーリーは過剰になることを免れている」と評価している。

### 2017年 - 2019年: A Brief Inquiry into Online Relationships

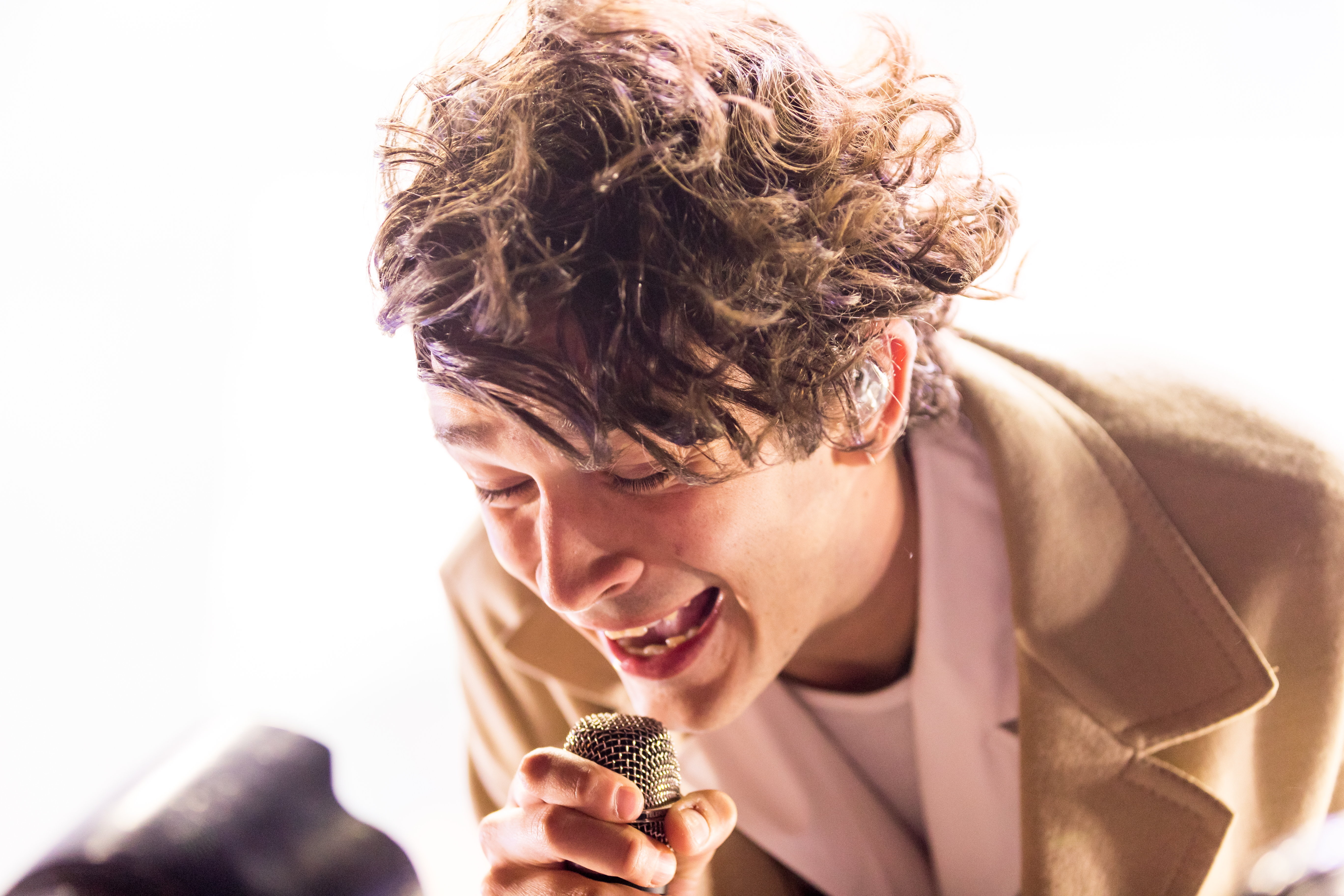
Rock am Ringで歌うマシュー・ヒーリー（2019年）

2017年にバンドのメンバーは次のプロジェクトである「Music for Cars」に取り組んでいることをTwitterなどで明らかにしていた。マシュー・ヒーリーは2017年内にリリースするとツイートしていたが、翌年に延期された。2018年4月末、ロンドンとマンチェスターに「Music for Cars」と題された不気味なポスターが現れ、黒い背景の中にタグラインとDirty Hitのカタログ番号DH00327が記載されていた。5月初旬にウェブサイト上で、6月1日に向けたカウントダウンするタイマーを表示され、ソーシャルメディアで話題になった。ウェブサイトには隠しページなどの様々な仕掛けが施されていた。5月31日、リードシングル「Give Yourself a Try」がBBC Radio 1のアニー・マックのHottest Record in the Worldで初オンエアされ、リリースされた。その後もリードシングル「 Love It If We Made It」「TooTimeTooTimeTooTime」「Sincerity Is Scary」「It's Not Living (If It's Not with You)」をリリースした。
2018年11月30日、3作目のアルバム『ネット上の人間関係についての簡単な調査』（原題：A Brief Inquiry into Online Relationships）がリリースされた。アルバムは世界的に批評家から絶賛を受けた。ピッチフォークのRyan Dombalはアルバムを「ほぼ絶え間なく続く陰鬱な状況の中で、真面目に努力することの価値を証明している」と賞賛した。アルバムを多くの音楽メディアが年間ベストアルバムに選び、NMEとSPINは第1位に選出した。また、ピッチフォークは収録曲「Love It If We Made It」を年間ベストトラックの第1位に選んだ。また、翌年のブリット・アワードでは最優秀アルバムと最優秀グループを受賞した。
バンドは11月に1年ぶりとなるライブ活動を再開する。翌年のアルバムツアーは英国、南米、北米、ヨーロッパ、アジアの順に廻り、その間にCoachella、Rock am Ring、Pinkpop、Summer Sonic、Reading & Leedsなどの大型フェスティバルにも出演した。

### 2019年 - 2020年: Notes on a Conditional Form

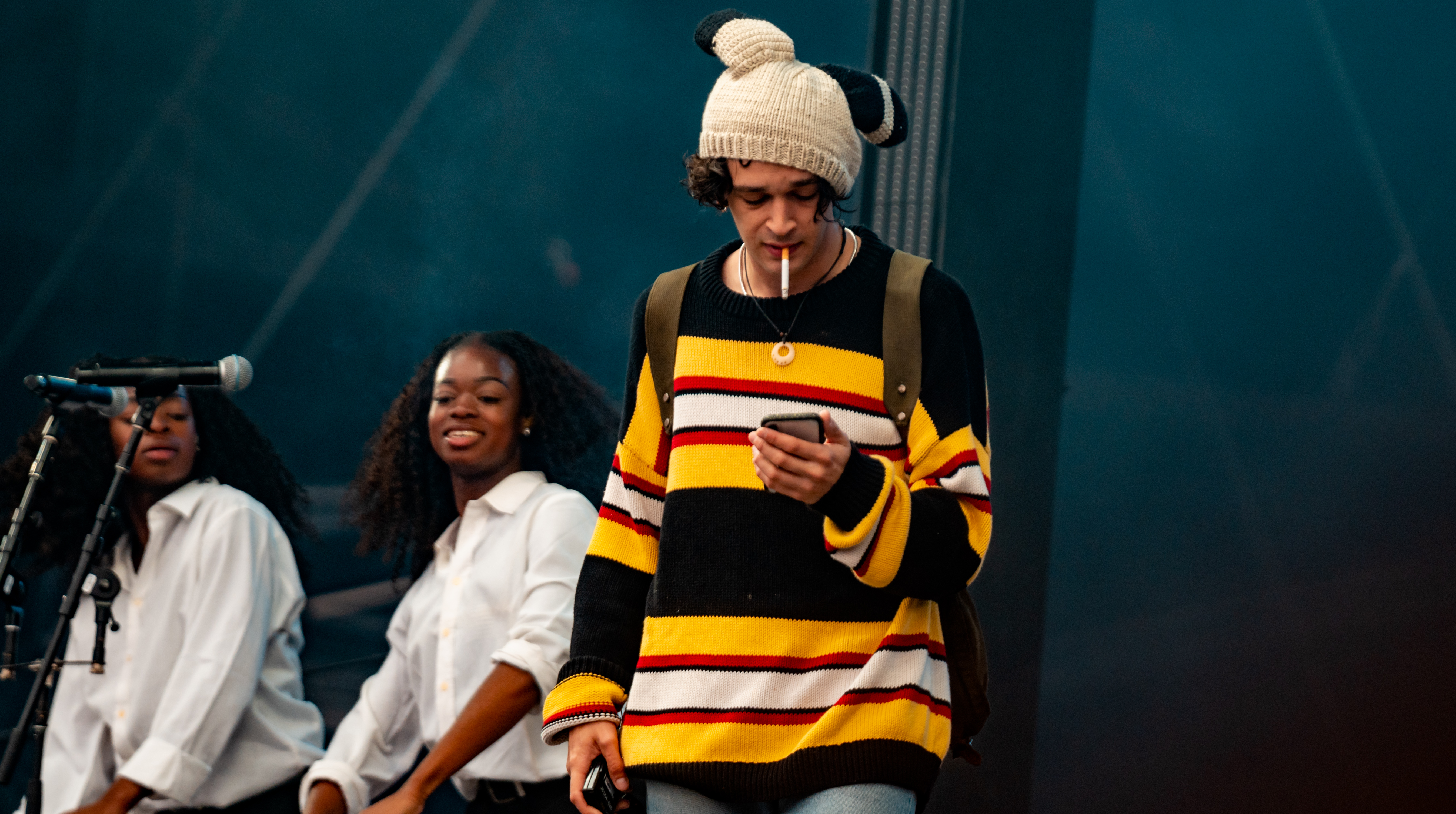
オープンナー・フェスティバルでのマシュー・ヒーリー（2019年）

2019年7月24日、活動家のグレタ・トゥーンベリの演説をフィーチャーしたニューアルバムのオープニング曲「The 1975」が公開される。8月にはリードシングル「People」、10月には「Frail State of Mind」、翌年1月に「Me & You Together Song」、2月に「The Birthday Party」がリリースされた。度重なる発売延期の末、2020年5月22日に4作目のアルバム『仮定形に関する注釈』（原題：Notes on a Conditional Form）がリリースされた。

### 2021年 -: Being Funny in a Foreign Language
2020年に予定されていたライブの多くがCOVID-19の世界的な感染拡大により延期されていたが、最終的に2021年1月12日にキャンセルされた。
2021年3月4日、THE 1975が所属するDirty HitのアーティストであるNo Romeと、歌手のチャーリー・XCXと共に製作した楽曲「Spinning」がリリースされた。
2022年2月14日、バンドの主要なソーシャルメディアアカウントを休止する。
2022年6月、5枚目のアルバム『外国語での言葉遊び』（原題：Being Funny in a Foreign Language）から最初のシングル「Part of the Band」が2022年7月7日にリリースされることが発表された。アルバムのトラックリストが掲載されたポストカードがファンに送られたり、ロンドンにマシュー・ヒーリーのポスターの掲示がされるなどした。アルバムは11曲収録で、10月14日にリリースされた。
2022年11月よりアルバムを引っ提げたワールドツアー『At Their Very Best』を開催。
また、2023年9月からは高評価を得た『At Their Very Best』ツアーを拡張した続編となる『Still... At Their Very Best』を開催。
2024年3月のアムステルダム公演後、活動休止。
2024年10月にリリースされたチャーリーXCXのリミックアルバム『Brat and it's completely different bur also still brat』の収録曲『I might say something stupid featuring the 1975 & jon hopkins』にフューチャリングアーティストとして参加。
2025年7月27日、『グラストンベリー・フェスティバル2025』に参加しヘッドライナーを務める予定。

## 不祥事

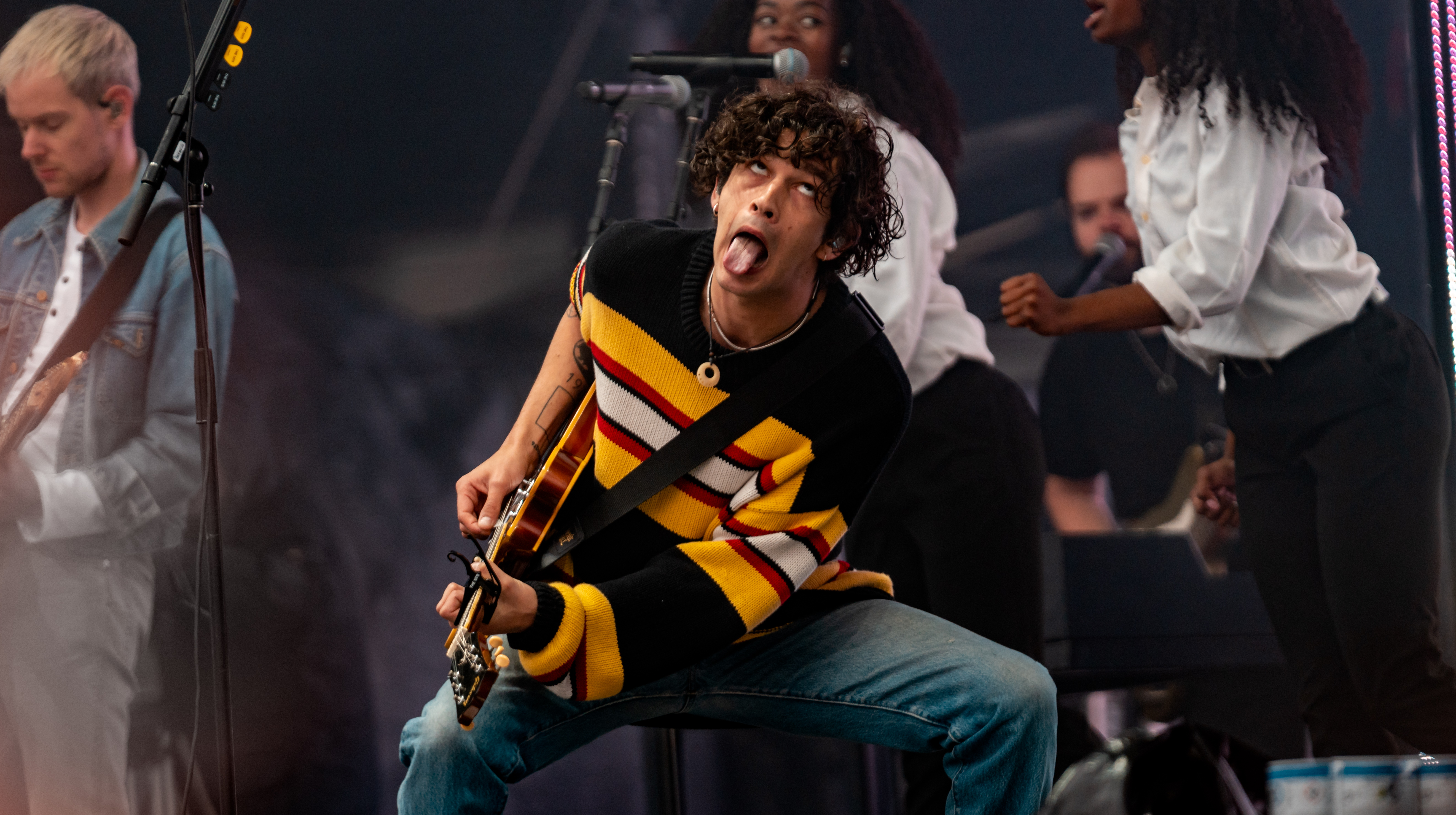
オープンナー・フェスティバルでのマシュー・ヒーリー（2019年）

### 侮辱行為
2019年9月に行われた韓国・ソウルでの公演終了後にマシュー・ヒーリーが楽屋内で同国の国旗（太極旗）を靴で踏みつける様子を自撮りし、自身のSNSにアップロードしたため、同国のファンから非難を浴びた。

### 人種差別
2023年2月10日、マシュー・ヒーリーが出演したポッドキャスト番組『The Adam Friedland Show』の配信において、司会者のアダム・フリードランドやニック・ムレンと共に日本人や中国人、ハワイ先住民を侮辱したほか、児童ポルノや女性の月経などを笑いものにした。このため、The 1975のファンや日本出身の歌手でマシューと同じ事務所に在籍しているリナ・サワヤマから謝罪や説明を求める声が発生した。
なお、そういった人種差別や性差別発言の多くは司会者から出たものだが、ヒーリーは一緒に笑ったり、司会者をたきつけたりしていたうえ、ヒーリーの方が社会的影響力が強いため、彼にも強い批判が出た。

### 反LGBTQに抗して
2023年7月21日に開催されたマレーシア・クアラルンプールでの音楽フェスティバルにおいて、同国政府が制定している反LGBTQ法について、マシュー・ヒーリーが批判した上でベーシストのロス・マクドナルドにキスをするパフォーマンスを行った。これを受けて、The 1975は直後にマレーシア政府から同国内での演奏を禁止されたほか、インドネシア（ジャカルタ）と台湾（台北）で予定されていた公演開催や音楽フェスティバル出演も取りやめた。
なお、The 1975は2019年にもアラブ首長国連邦（UAE）・ドバイでの公演中に男性の観客にキスをするパフォーマンスを行ったため、物議を醸している。

## メンバー
- マシュー・ヒーリー（Matthew Healy） 
  - ボーカル / ギター
  - 女優・TV司会者の母デニース・ウェルチと俳優の父ティム・ヒーリーの間にロンドンで生まれている。母は特にイギリスでは知られた存在であり、マシューは二世として見られることも多い。祖父と父がニューカッスル育ちであり、自身も住んでいたことがあるためニューカッスル・ユナイテッドのファンであるという。10歳で最終的にマンチェスターに移りバンドを結成。
- アダム・ハン（Adam Hann）
  - ギター
- ロス・マクドナルド（Ross MacDonald）
  - ベース
- ジョージ・ダニエル（George Daniel）
  - ドラムス

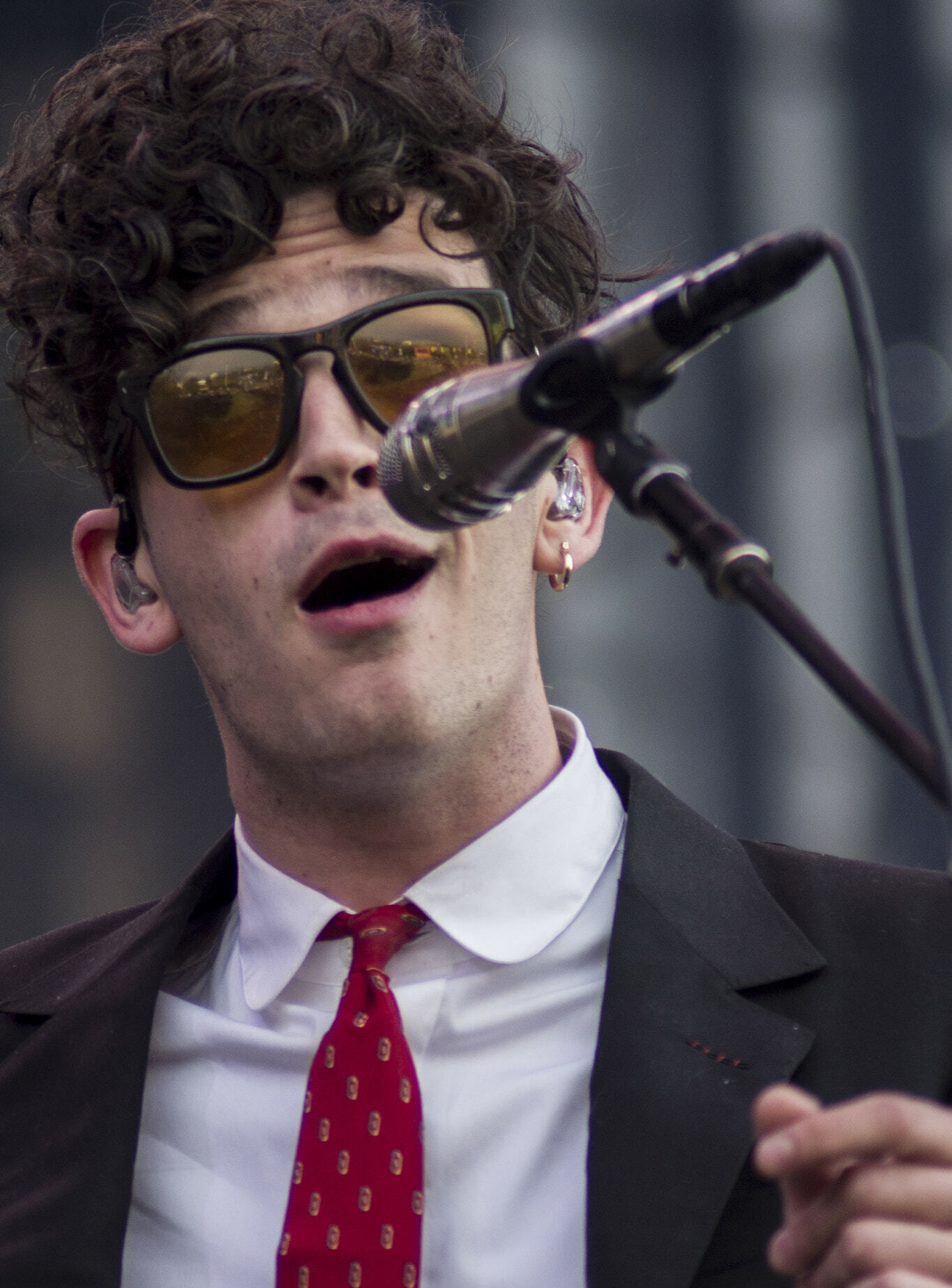
マシュー・ヒーリー（ボーカル・ギター）
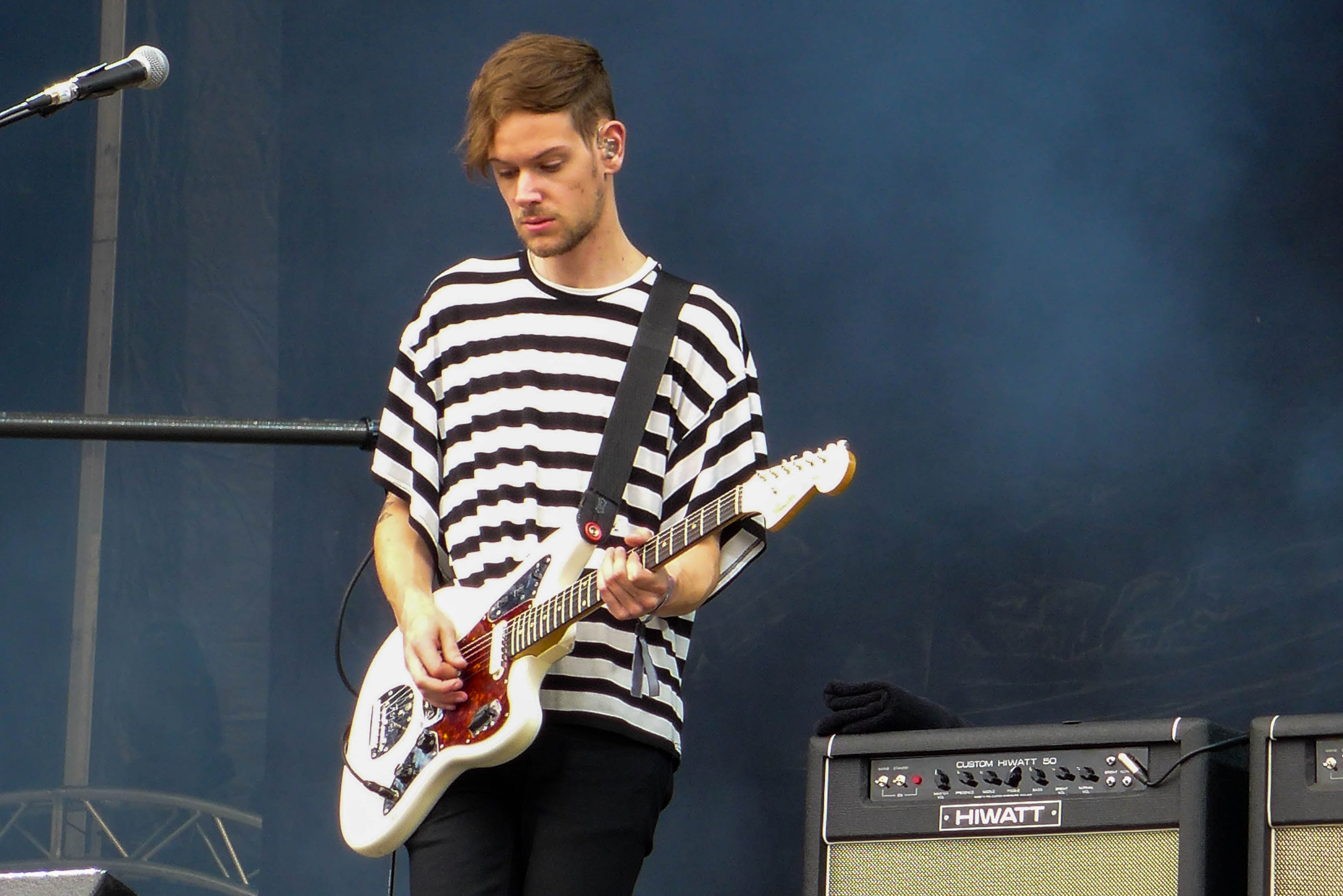
アダム・ハン（ギター）
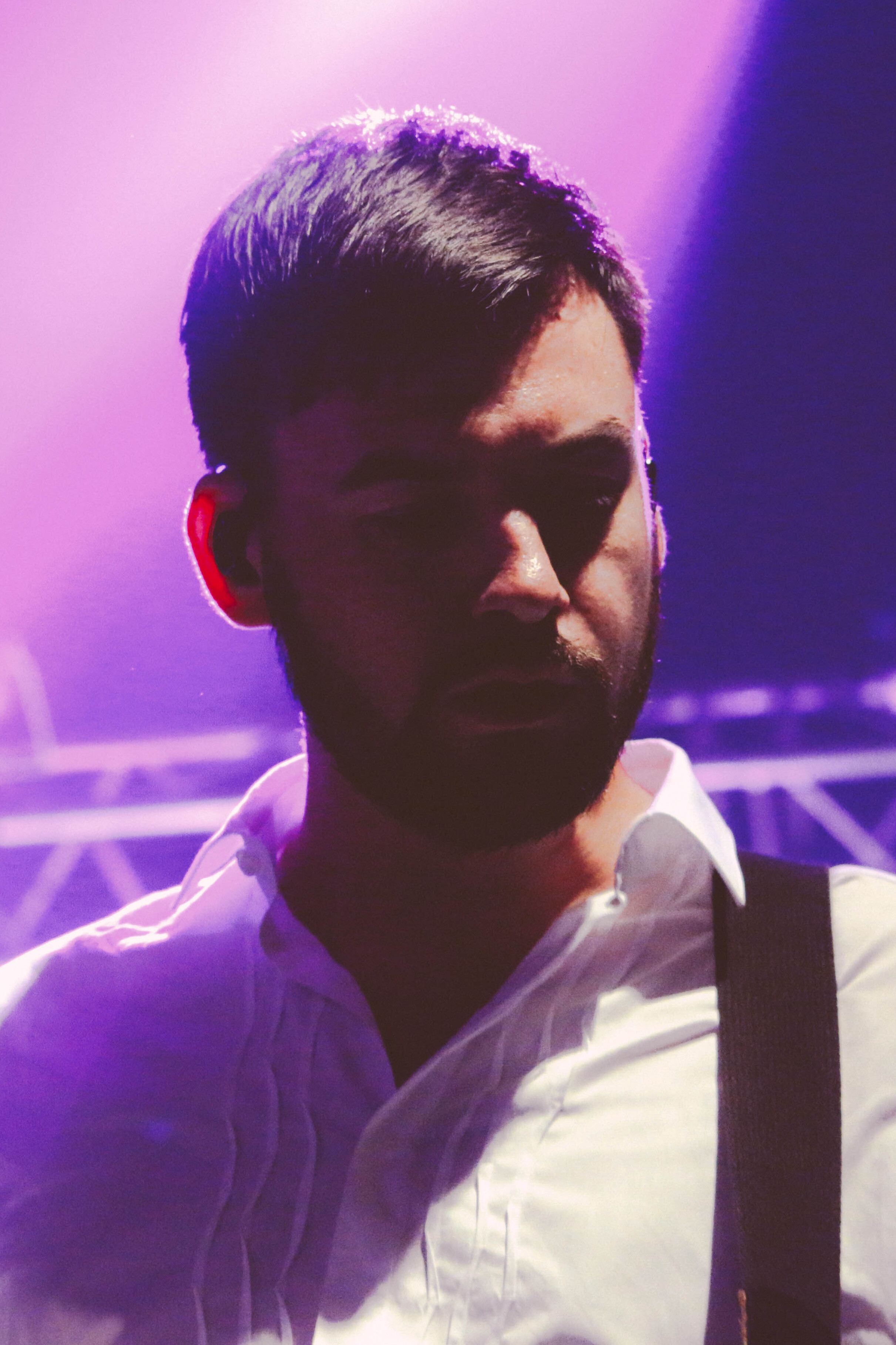
ロス・マクドナルド（ベース）
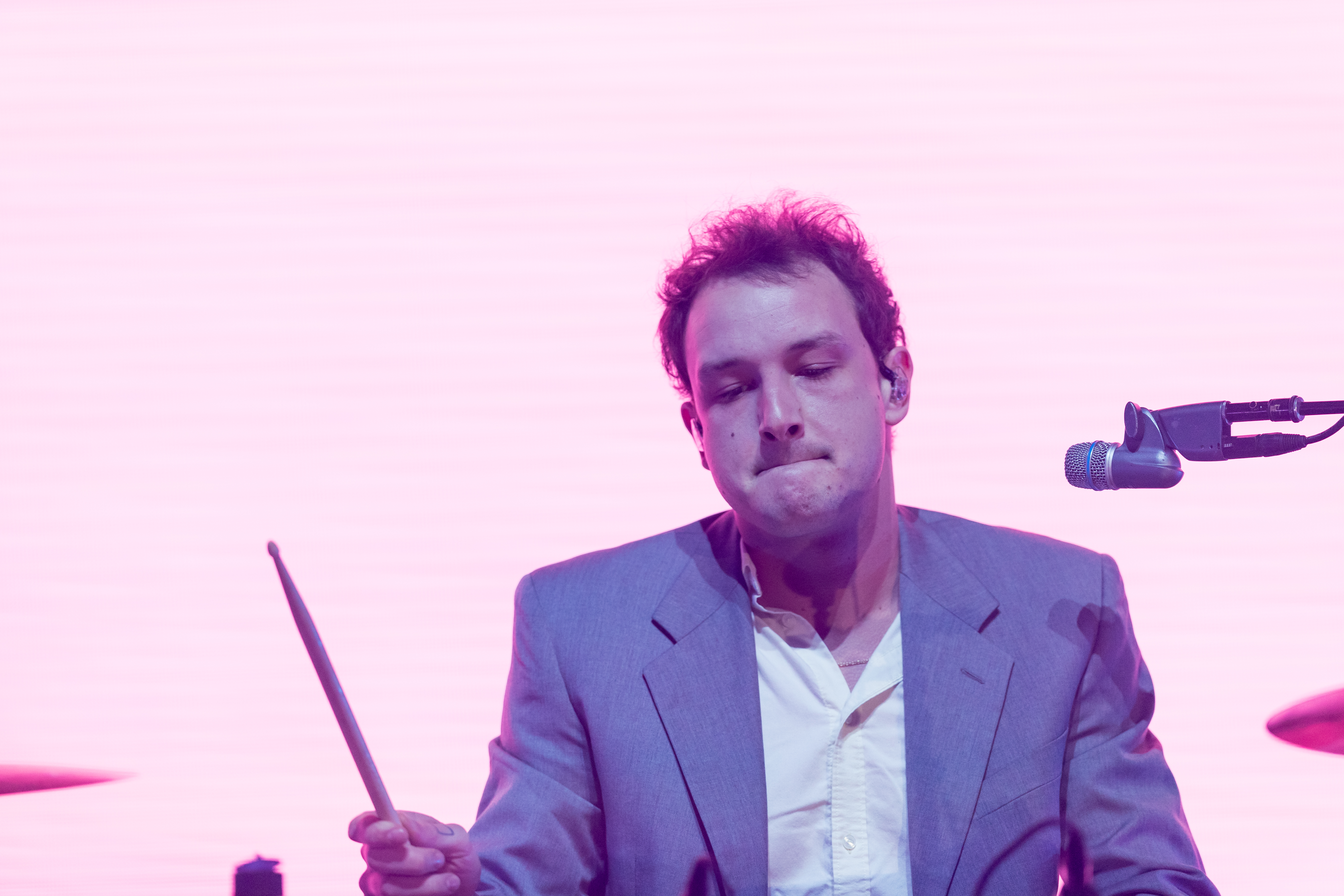
ジョージ・ダニエル（ドラムス）

## ディスコグラフィー

### アルバム
| タイトル | アルバム詳細                                                                                                  | チャート最高位 | チャート最高位 | チャート最高位 | チャート最高位 | チャート最高位 | チャート最高位 | チャート最高位 | チャート最高位 | チャート最高位 | チャート最高位 | 認定                            |
| タイトル | アルバム詳細                                                                                                  | UK             | AUS            | AUT            | CAN            | GER            | IRE            | NZ             | SCO            | SWI            | US             | 認定                            |
| --- | --- | -------------- | -------------- | -------------- | -------------- | -------------- | -------------- | -------------- | -------------- | -------------- | -------------- | ------------------------------- |
| The 1975 | - 発売日: 2013年9月2日 - レーベル: Dirty Hit, Polydor - フォーマット: CD, LP, digital download                | 1              | 29             | 60             | 17             | 57             | 4              | 5              | 1              | 100            | 28             | - UK: 2xプラチナ - US: プラチナ |
| I Like It When You Sleep, for You Are So Beautiful Yet So Unaware of It 君が寝てる姿が好きなんだ。なぜなら君はとても美しいのにそれに全く気がついていないから。 | - 発売日: 2016年2月26日 - レーベル: Dirty Hit, Interscope - フォーマット: CD, LP, digital download            | 1              | 1              | 10             | 1              | 28             | 3              | 1              | 1              | 19             | 1              | - UK: プラチナ - US: ゴールド   |
| A Brief Inquiry into Online Relationships ネット上の人間関係についての簡単な調査                                                                               | - 発売日: 2018年11月30日 - レーベル: Dirty Hit, Interscope - フォーマット: CD, LP, digital download           | 1              | 4              | 61             | 15             | 57             | 4              | 9              | 1              | 89             | 4              | - UK: ゴールド                  |
| Notes on a Conditional Form 仮定形に関する注釈 | - 発売日: 2020年5月22日 - レーベル: Dirty Hit, Interscope - フォーマット: CD, LP, digital download            | 1              | 1              | 30             | 19             | 36             | 2              | 4              | 1              | 36             | 4              | - UK: シルバー                  |
| Being Funny in a Foreign Language 外国語での言葉遊び | - 発売日: 2022年10月14日 - レーベル: Dirty Hit, Interscope - フォーマット: CD, LP, Cassette, digital download | 1              | 1              | 25             | 10             | 53             | 1              | 4              | 1              | 16             | 7              | UK: ゴールド                    |

### EP
- Facedown（2012年）
- Sex（2012年）
- Music for Cars（2013年）
- IV（2013年）

## 日本公演
- 2013年
  - 8月11日、千葉 幕張メッセ - SUMMER SONIC TOKYO
  - 8月14日、東京 原宿アストロホール
- 2014年
  - 2月4日、東京 赤坂BLITZ
  - 2月5日、大阪 梅田CLUB QUATTRO
  - 8月16日、千葉 QVCマリンフィールド - SUMMER SONIC TOKYO
  - 8月17日、大阪 舞洲SONIC PARK - SUMMER SONIC OSAKA
- 2015年
  - 1月7日、東京 ZEPP TOKYO
- 2016年
  - 1月26日、東京 EX THEATER ROPPONGI
  - 8月20日、大阪 舞洲SONIC PARK - SUMMER SONIC OSAKA
  - 8月21日、千葉 幕張メッセ - SUMMER SONIC TOKYO
- 2019年
  - 8月16日、千葉 ZOZOマリンスタジアム - SUMMER SONIC TOKYO
  - 8月18日、大阪 舞洲SONIC PARK - SUMMER SONIC OSAKA
- 2022年
  - 8月20日、千葉 ZOZOマリンスタジアム - SUMMER SONIC TOKYO
  - 8月21日、大阪 舞洲SONIC PARK - SUMMER SONIC OSAKA
- 2023年
  - 4月24日、東京 東京ガーデンシアター
  - 4月26日-27日、神奈川 ぴあアリーナMM
  - 4月29日、愛知 Aichi Sky Expo
  - 4月30日、大阪 大阪城ホール